# Rootz
Rootz è il quindicesimo album degli Africa Unite, pubblicato nel 2010.

## Descrizione
Come indicato dal titolo questo disco riporta la band alle origini e ai suoni dei suoi primi dischi. I testi invece spaziano da tematiche ambientaliste, alla tolleranza ed al rispetto verso gli altri e l'altrui pensiero, in particolare gli artisti prendono decisamente distanza dalla branca del mondo reggae omofoba con espliciti riferimenti ad alcuni artisti. Non mancano comunque anche tracce più leggere e con testi meno impegnati. 
Album realizzato con collaborazione di diversi artisti, tra cui Alborosie, Franziska, Mama Marjas, Mellow Mood e Patrick ‘Kikke’ Benifei dei Casino Royale.

## Tracce
1. Così sia – 4:53
2. Sensi (feat. Jacob (Mellow Mood)) – 3:46
3. Music 'n' Blood – 3:23
4. Blood 'n' Dub – 4:38
5. Now and Here (feat. Franziska) – 5:16
6. Mr. Time – 4:20
7. Si. – 4:11
8. Pon di phone (feat. Alborosie) – 0:10
9. Reality (feat. Alborosie) – 4:20
10. Il movimento immobile – 4:40
11. The Lady (feat. Mama Marjas) – 4:17
12. E dub sia – 3:12
13. Cosa resta – 4:40

## Formazione
- Bunna - voce
- Madaski - voce
- Alessandro Soresini - batteria